# Guldlok-sagen
Guldlok-sagen er en dansk straffesag fra 1998. Det var dengang den største børneporno-sag i Danmark. En 41-årig familiefar, som arbejdede under dæknavnet "Guldlok" blev idømt fem års fængsel for sex-misbrug af sin seksårige datter og bagmandskab til børneporno på nettet. Den 41-årige blev afsløret gennem et internationalt politisamarbejde. Under efterforskning af en sag om børneporno i Bruxelles stødte politiet på den 41-åriges e-mailadresse, hvor han kaldte sig Guldlok.
Belgisk politis opmærksomhed blev for alvor rettet mod børneporno, da to 14-årige piger i august 1996 blev fundet i et lille kælderrum. De blev holdt fanget af husets ejer, Marc Dutroux, der tidligere var dømt for seksuelt misbrug af børn. Dutroux viste sig at stå bag talrige bortførelser og seksuelle mishandlinger af børn, der senere blev dræbt og begravet. Da det belgiske politi begyndte af efterforske Dutruox's internetkontakter, opdagede de et verdensomspændende net af børnepornoudbydere og brugere - herunder også danskerens navn.
Under sagen i Østre Landsret i december 1998 vakte det stor debat, at landsdommer Bent Otken tillod, at videoer med grove seksuelle overgreb på fire børn blev gennemgået for åbne døre.

## Baggrund

### Sagen
Den 26. november 1997 blev den 41-årige mand anholdt på sin bopæl i Hvidovre. Under ransagningen i den 41-åriges hjem fandt politiet store mængder børneporno, både på fotos, videobånd og datadisketter. Det viste sig, at manden indtil anholdelsen havde været leder af en international børnepornoring, hvor medlemmerne via internet udvekslede børneporno. Fra starten var han menigt medlem af en klub kaldet Lolita, men i månederne inden anholdelsen oprettede han sin egen, kaldet Guldlok. Sagen fik megen presseomtale.
Politiet beslagde mere end 40.000 fotos og i alt 20 videofilm - heraf de fire optaget af ham selv og med sig selv og især den seksårige datter i hovedrollerne. Den 41-årige familiefar fik i et nævningeting i december 1998 i Østre Landsret fem års fængsel for grove seksuelle overgreb på sin dengang seksårige datter.